# Sinumelon
Sinumelon är ett släkte av snäckor. Sinumelon ingår i familjen Camaenidae.

## Dottertaxa tillSinumelon, i alfabetisk ordning[1]
- Sinumelon amatensis
- Sinumelon aversum
- Sinumelon bednalli
- Sinumelon bitaeniata
- Sinumelon dulcensis
- Sinumelon expositum
- Sinumelon finitinum
- Sinumelon flindersi
- Sinumelon fodinalis
- Sinumelon gawleri
- Sinumelon gillensis
- Sinumelon godfreyi
- Sinumelon hamiltoni
- Sinumelon hawkerana
- Sinumelon hullanum
- Sinumelon jimberlanensis
- Sinumelon kalgum
- Sinumelon marshalli
- Sinumelon musgravesi
- Sinumelon nullarboricum
- Sinumelon pedasum
- Sinumelon perinflatum
- Sinumelon petum
- Sinumelon pumilio
- Sinumelon remissum
- Sinumelon schevilli
- Sinumelon serlense
- Sinumelon simulante
- Sinumelon subfodinale
- Sinumelon tarcoolanum
- Sinumelon vagente
- Sinumelon wilpenensis